# ترميم استئصال القاعدة

الخطوات الأساسية لترميم استئصال القاعدة.

ترميم استئصال القاعدة (بالإنجليزية: Base excision repair)‏ واختصارا (بير، BER) في الكيمياء الحيوية وعلم الوراثة هو آلية خلوية لترميم الدنا خلال دورة الخلية. وهي مسؤولة أساسا على إزالة روابط قواعد غير لولبية صغيرة من الجينوم، مسار ترميم استئصال النوكليوتيد ذات الصلة يقوم بترميم اضطرابات روابط متكتلة مشوِّهة للولب المزدوج. بير مهم لإزالة القواعد المتضررة التي يمكن أن تسبب طفرات في حالة عدم إزالتها عبر التطابق الخاطئ أو التسبب في شروخ في الدنا أثناء التضاعف. تقوم جليكوسيلازات دنا ببدأ عملية بير التي تتعرف على قواعد محددة متضررة أو غير مناسبة، مشكلة مواقع AP. وهي مواقع أزيلت قواعدها بواسطة النوكليازات الداخلية AP. السلسلة المنفردة المنشرخة الناتجة يمكن معالجتها سواء بالتصحيح القصير (أين يتم استبدال نوكليوتيدة واحدة) أو التصحيح الطويل (أين يتم اصطناع من 2-10 نوكليوتيدات جديدة).

## الأضرار التي تعالجها بير (BER)

8-أوكسو غوانين شكل زوج قاعدي هوغستين مع أدينين.

يمكن أن تتضر قواعد منفردة في الدنا بآليات عديدة، أشهرها: نزع الأمين، الأكسدة والألكلة. يمكن أن تؤثر هذه التعديلات على قدرة القاعدة في الترابط بواسطة الروابط الهيدروجينية، وهو ما ينتج عنه ترابط غير صحيح وكنتيجة لذلك طفرات في الدنا. على سبيل المثال: ترابط 8-أوكسو غوانين مع الأدينين (في الصورة) بدل السايتوسين، يسبب أثناء التضاعف استبدال (طفرة) الزوج القاعدي G:C بـ T:A. أمثلة أخرى على تضررات القاعدة التي يصلحها بير تشمل:
- القواعد المؤكسدة: 8-أوكسو غوانين، 6،2-ثنائي أمين-4-هيدروكسي-5-فورماميدو بيريميدين (FapyG, FapyA).
- القواعد المؤلكلة: 3-ميثيل أدينين، 7-ميثيل غوانوسين.
- القواعد منزوعة الأمين: هيبوزانتين يتشكل من نزع أمين الأدينين، زانثين يتشكل من نزع أمين الغوانين. ( نواتج الثيميدين الصادرة من نزع أمين 5-ميثيل سايتوسين أصعب في التعرف عليها من قبل بير لكن يمكن إصلاحها بواسطة جليكوزيلازات تطابق خاطئ محددة)
- اليوراسيل: يُستخدم بشكل خاطئ في الدنا وينتج من نزع أمين السايتوسين.[2]

بالإضافة إلى تضررات القواعد، تُستخدَم خطوات بير -التي هي مع التيار- كذلك في ترميم تقطعات السلاسل المنفردة.